# ノリタケTCF
株式会社ノリタケTCFは、愛知県刈谷市に本社を置く工業炉メーカー。

## 概要
ノリタケカンパニーリミテドの子会社。かつてはコバレントマテリアル（旧・東芝セラミックス）も出資していたが2009年（平成21年）3月にノリタケカンパニーリミテドの100%出資となった。
ノリタケカンパニーリミテドは2001年（平成13年）9月に東芝セラミックスから半導体製造時の廃液処理に用いる「液体濾過用セラミックスフィルター」の事業を買収し、これを機に焼成炉の分野でも提携を進めた。その結果、2002年（平成14年）10月には東芝セラミックスの子会社である東芝セラミックスファーネス株式会社（TCF）および東セラエンジニアリング株式会社をノリタケカンパニーリミテドの焼成炉部門と統合することで合意した。
これによって、まず翌2003年（平成15年）4月1日に東セラエンジニアリング株式会社が東芝セラミックスファーネス株式会社を吸収合併し、名称は東芝セラミックスファーネス株式会社（TCF）とした。さらに同年6月30日にノリタケカンパニーリミテドが株式の51%を取得して子会社とし、同時に社名もノリタケTCF株式会社と改めた。この合併により、ノリタケ、東セラの両社にとってそれぞれ中核事業ではないものの必須な事業分野である焼成炉について経営効率や市場での競争力を強化できると考えられている。

## 事業所
- 本社（愛知県刈谷市）
- 東金事業所（千葉県東金市）
- 九州営業所（福岡県北九州市小倉北区）
- 明智工場 （岐阜県恵那市）